# Borșa, Iași
Borșa este un sat în comuna Vlădeni din județul Iași, Moldova, România.
La numai 3 km de Vlădeni, pe drumul județean DJ 282C, se află satul Borșa, al doilea ca marime cu aproape 1.000 de locuitori și 126 ha teren intravilan. Este un sat răsfirat, de vale, situat pe sesul Jijiei, în partea stângă. La intrarea în sat, în sud-estul așezării, există o frumoasă zonă împădurită.
Deși satul este atestat documentar în anul 1866, așezarea este mai veche, mărturie fiind biserica "Sfinții Voievozi" - monument de arhitectură din județul Iași, construită în anul 1826.

## Monument istoric

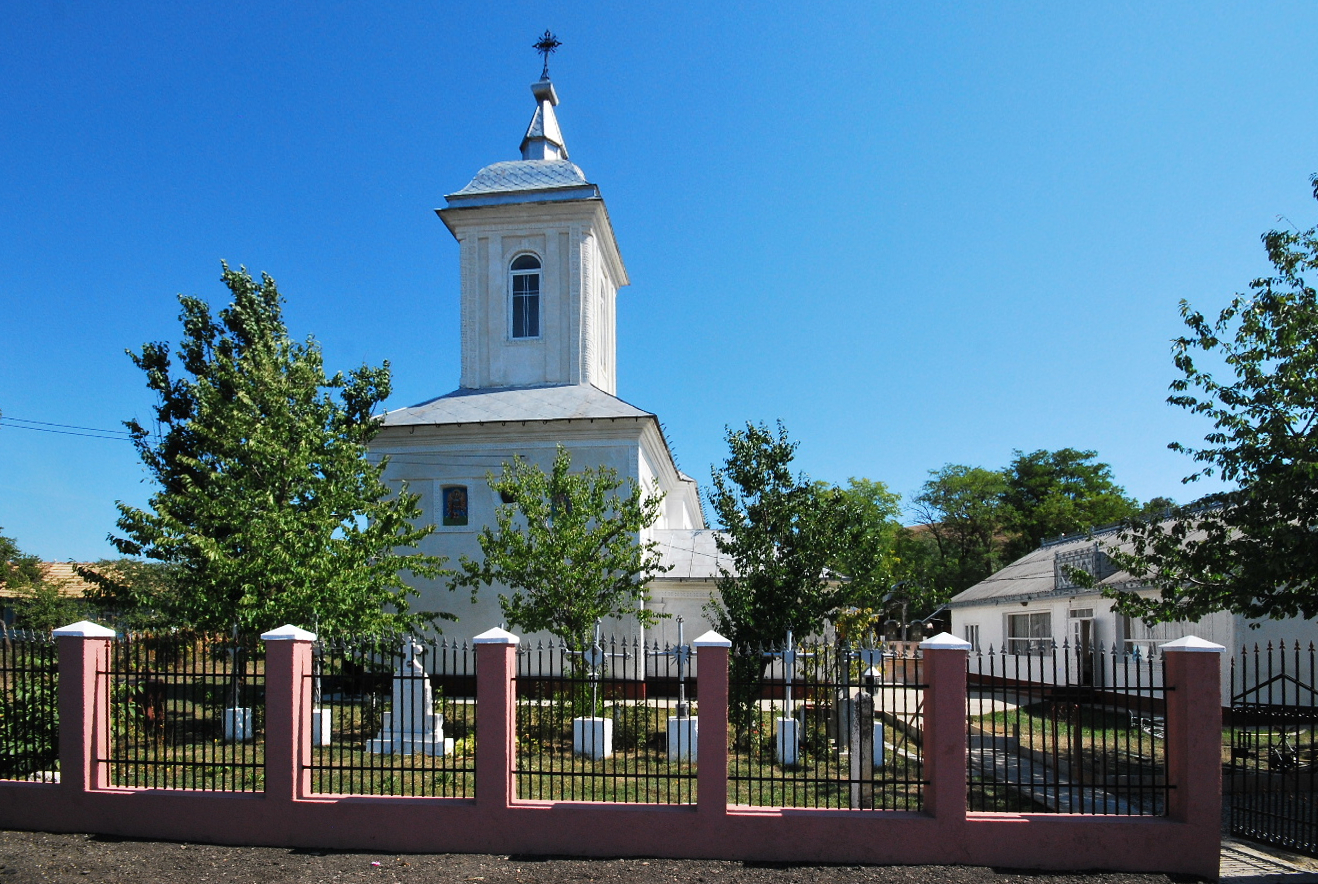
Biserica „Sf. Voievozi”

- Biserica „Sf. Voievozi” (în jur de 1826); IS-II-m-B-04108

## Transport
- DJ 282C